# GAIS
Maillots
Actualités
Dernière mise à jour : 23 Mars 2025.
Göteborgs Atlet- & Idrottssällskap (en français : Association athlétique et sportive de Gothembourg), couramment abrégé en GAIS (prononciation : /'gaïs/), est un club suédois de football basé à Göteborg qui évolue en Allsvenskan. 
Le club, créé le 11 mars 1894, a gagné six championnats et une coupe de Suède. Les autres noms utilisés par ses supporteurs sont « vert-noir » et « les maquereaux », à cause des couleurs du club.

## Historique
- 1894 : fondation du club
- 1975 : 1re participation à une Coupe d'Europe (C3, saison 1975/76)

## Palmarès
- Championnat de Suède
  - Champion : 1919, 1922, 1925, 1927, 1931, 1954

- Coupe de Suède
  - Vainqueur : 1942
  - Finaliste : 1987